# Марі Діарра
Марі Діарра (*д/н–29 травня 1890) — останній незалежний фаама імперії Сегу в 1887—1890 роках.

## Життєпис
Походив з династії Нголосі. Син Тіфоло Діарра, фаами імперії Сегу. 1887 року внаслідок заколоту брата Н'То проти зведеного брата — Карамоко Діарра, фаами держави Бамбара, новим фаама став Марі Діарра.

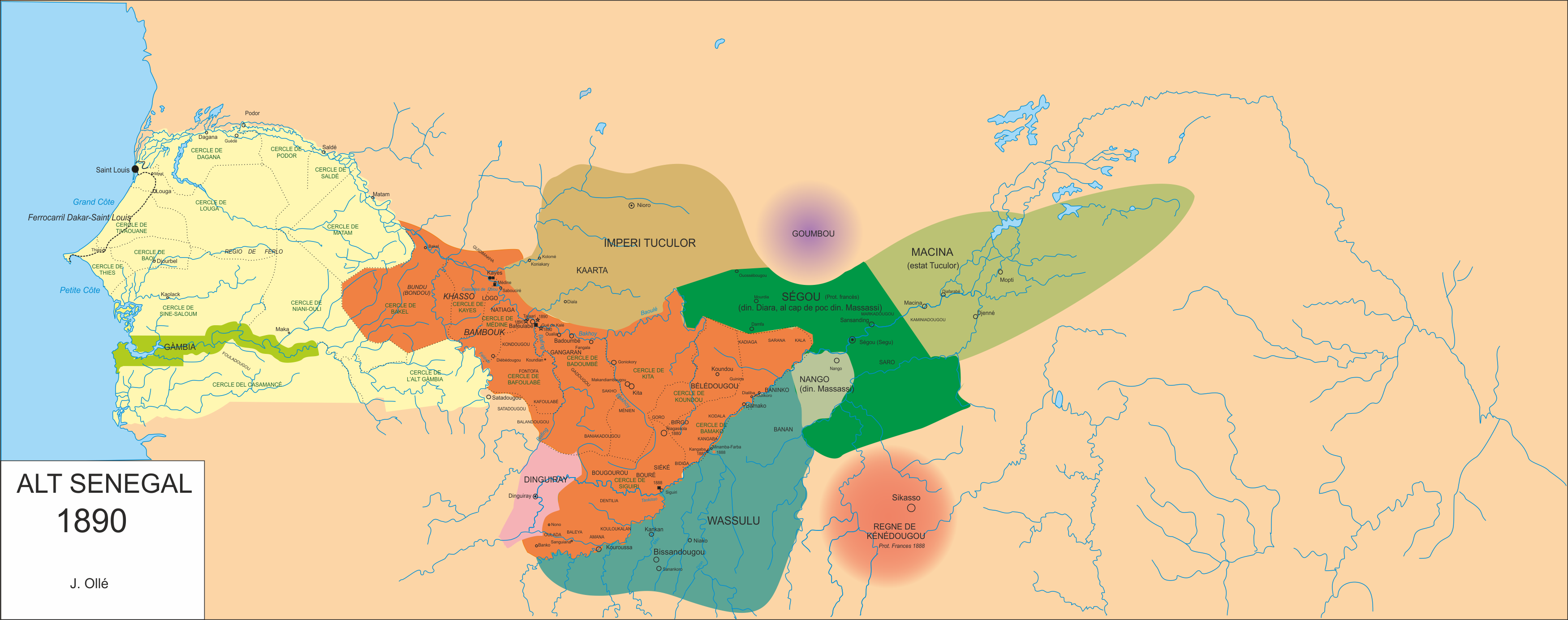
Володіння Марі Діарри в 1890 році (позначено зеленим)

Уклав союз з французами проти Ахмаду Талла, альмамі Імперії тукулерів. Допоміг Луї Аршинару, губернатору Сенегальськох колонії, завдати низку поразок туукулерам. 9 квітня 1890 року спільно з французами зайняв колишню столицю імперії Сегу — Сікоро, де був оголошений фаама Сегу.
Втім французи не бажали відновлювати потужну державу, тому відокремила частину, де утворили державу Нанго на чолі з Бодіаном Кулібалі. За цим виокремлено було протекторат Сансадігу на чолі з Мадембою Си.
Марі Діарра зрозумів, що його намагаються зробити номінальним володарем, тому розпочав підготовку до повстання. Проте його було зраджено, засуджено за зраду й розстріляно 29 травня 1890 року. Новим фаамою Сегу став Бодіан Кулібалі, але мав номінальну владу, оскільки володіння Бамбара французи розділили на декілька провінцій під власним керівництвом.